# بندیوکارب
بندیوکارب (به انگلیسی: Bendiocarb) با فرمول شیمیایی C۱۱H۱۳NO۴ یک ترکیب شیمیایی با شناسه پاب‌کم ۲۳۱۴ است. که جرم مولی آن ۲۲۳٫۲۳ g/mol می‌باشد. 